# 니나 (2016년 영화)
니나(Nina)는 영국에서 제작된 신시아 모트 감독의 2016년 드라마 영화이다. 조 샐다나 등이 주연으로 출연하였다.

## 출연

### 주연
- 조 샐다나
- 데이빗 오예로워
- 마이크 엡스

### 조연
- 로널드 구트먼
- 메리 팻 글리슨
- 엘라 토머스
- 시에나 고인즈
- 엘라 조이스
- 안소니 몰리너리
- 메리앤 멀럴라일리
- 앨리슨 새로핌
- 스카이 엘로바
- 올레시아 그러쉬코
- 빈센트 M. 비시오네
- 카밀 나타

## 제작진
- 총괄프로듀서: 마크 버튼
- 총괄프로듀서: 지미 아이오빈
- 총괄프로듀서: 진 커크우드
- 총괄프로듀서: 로렌 로이드
- 총괄프로듀서: 데이빗 오예로워
- 총괄프로듀서: 폴 로젠버그
- 총괄프로듀서: 앨리슨 새로핌
- 총괄프로듀서: 제임스 스프링
- 프로듀서: 스튜어트 파
- 프로듀서: 바너비 톰슨
- 라인프로듀서: 크리스 스틴슨
- 의상: 마갈리 기다스치